# Начи (тежък крайцер, 1927)
Начи (на японски: 那智) е тежък крайцер на Императорските ВМС на Япония. Вторият заложен и първи влязъл в строй кораб от типа„Миоко“. Носи името „Начи“ в чест на планината в префектура Вакаяма.
Построен е в Куре в периода 1924 – 1928 г. Активно се използва в междувоенния период, през 1934 – 1935 и 1939 – 1940 г. преминава две големи модернизации.
Има активно участие в бойните действия на Тихоокеанския театър на военните действия през Втората световна война в първата половина на 1942 г., в състава на 5-та дивизия крайцери, участва в превземането на Филипините и Нидерландска Индия. В сражението в Яванско море, на 27 февруари 1942 г., е флагман на адмирал Такаги, потопява с торпеда холандския крайцер „Ява“. Участва и във Второто сражение в Яванско море от 1 март. От пролетта на 1942 г. е флагман на Пети флот, това си качество участва в Алеутската операция, провеждането на конвои до Ату и Киски, сраженията при Командорските острови и в залива Лейте. На 5 ноември 1944 г. „Начи“ е потопен в Манилския залив от палубната авиация на американските самолетоносачи „Лексингтън“ (USS Lexington (CV-16)) и „Тикондерога“ (USS Ticonderoga (CV-14)).

## Строителство
Поръчката за строителство на първата двойка 10 000–тонни крайцери, на стойност по 21,9 млн. йени, е дадена през пролетта на 1923 г. На 11 декември 1923 г. на крайцер №6 (втори в двойката) е присвоено названието „Начи“, в чест на планината в югоизтока на префектура Вакаяма. Това име се използва в ЯИФ за първи път, макар по-рано и да е в числото на запазените за наименуването на 8000-тонните кораби от програмата „8 – 8“.
На 26 ноември 1924 г. неговия корпус е заложен на стапел №3 на Морския арсенал в Куре. „Начи“ се строи по-бързо от главния „Миоко“. Неговото спускане на вода вече е насрочено за 15 октомври 1926 г., но поради падането, на 24 декември 1925 г., на два претоварени портални крана носовата част на корпуса на крайцера е сериозно повредена, което отлага слизането му от стапела с осем месеца.
На вода „Начи“ е спуснат на 15 юни 1927 г. в присъствието на принц Моримаса Нашимото и 35 000 зрителя. Прието е политическото решение максимално бързо да бъде въведен в строй, за да участва в планирания за 4 декември 1928 г. морски преглед, в чест на коронацията на император Хирохито. На ходовите изпитания, на 22 октомври 1928 г., при остров Угуруджима при водоизместимост 12 200 тона и мощност на машините 131 481 к.с. той развива 35,531 възела, което с малко надхвърля контрактните 35,5. На 20 ноември същата година „Начи“ е приет от флота, без да има, обаче, част от приборите за управление на огъня, катапулта и щитове на 120–мм оръдия.

## История на службата

### Довоенна
След влизането си в строй „Начи“ участва в морския парад в чест на коронацията на император Хирохито, на 4 декември 1928 г. След това той е върнат при строителя за докомплектуване, където се намира до април 1929 г. От момента на влизането си в строй крайцерът е приписан към ВМБ Куре.
На 28 – 29 май 1929 г. Хирохито, на борда на „Начи“, прави инспекционно пътуване по предприятията в градовете на региона Кансай. През ноември четирите кораба от типа „Миоко“ са зачислени в състава на 4-та дивизия крайцери на Втори флот (флагман – „Ашигара“, „Начи“ е четвъртият кораб в дивизията с една голяма и една малка марка на комините).
От 17 май до 19 юни 1930 г. „Начи“, заедно с останалите влизащи в съединението единици, извършва плаване в южните морета за проверка на работата на системите при тропически климат. През август е променена номерацията на корабите вътре в 4-та дивизия, крайцерът вече става в нея трети (три марки на комините). На 26 ноември всички те участват в морския преглед в Йокосука. В края на годината на крайцера първия комин е удължен с 2 м за намаляване на обгазяването на мостика, също на двата комина са поставени дъждезащитни калпаци. Също така през декември отново е смен реда на корабите в съединението – флагман става „Миоко“, „Начи“ получата втория номер (две марки на комините).
От 29 март до края на април 1931 г. 4-та дивизия заедно с „Фурутака“ и „Аоба“ действа в района на Циндао, през август и септември тя участва в учения. От ноември на крайцера започват работи по замяната на оръдията на главния калибър с новите тип 3 №2, преправяне на погребите и подемниците съобразно по-тежките боеприпаси, а също и подобряване на вентилацията. На 4 август 1932 г. в хода на ежегодните маневри на флота „Начи“ заедно с „Миоко“ участва в стрелбите с новите бронебойни снаряди тип 91 по кораба-цел „Хайкан №4“ (бивш минен заградител „Асо“, до 1905 г. – руския броненосен крайцер „Баян“), потопен след това с торпеда на подводници.
На 1 декември 1932 г. всичките 4 крайцера от типа „Миоко“ са извадени в резерва, тяхното място в 4-та дивизия заемат наскоро влезлите в строй 4 крайцера от типа „Такао“. На 20 май 1933 г. представителите на типа „Миоко“ са предадени в състава на 5-та дивизия (влизащите в нея по-рано крайцери от типовете „Фурутака“ и „Аоба“ преминават в 6-та дивизия). За периода на провеждане на Специалните големи маневри те са извадени от резерва (марки по комините не са нанасяни), за участието в тях те излизат в морето на 16 август, извършват поход в района на южните морета, на 21-ви се връщат в Токийския залив и 25-ти участват в морския парад в Йокохама. На 11 декември, в навечерието на започването на първата му голяма модернизации той, заедно с „Миоко“ е придаден към военноморския район на Куре, а от 1 февруари 1934 г. – на военноморския район Сасебо. От 15 ноември на същата година крайцерът е приписан към ВМБ Сасебо (вместо ВМБ Куре), нататък, до изключването му от списъците на флота домашната ВМБ не се променя.
Първия етап от работите по „Начи“ е изпълнен от февруари до юни 1935 г., в хода му са демонтирани старите зенитни оръдия, неподвижните торпедни апарати и катапултът с хангара за самолетите (вместо тях са поставени нови: съответно 4×2 127–мм/40 тип 89, 2×4 ТА тип 92 модел 1, 2×тип №2 модел 3), първото ниво на надстройката е удължено до 4–та кула на ГК (образувайки нова палуба – зенитната), старите противоторпедни були са заменени с по-големи, вместо ненадеждните електродвигатели за крайцерски ход са поставени индукционни турбини, на средната палуба са направени допълнителни помещения за нарасналия екипаж. След края на ремонта и до 10 юли крайцерът изпълнява ролята на учебен артилерийски кораб. След това, от средата на юли и до 2 октомври, участва в ежегодните маневри, преминавайки, на 26 септември, заедно с другите единици на Четвърти флот през центъра на тайфун. През октомври „Начи“ заедно с останалите еднотипни кораби преминава втори етап на модернизационни работи, получавайки нови прожектора и две четирицевни 13,2–мм картечници, също тогава са преместени СУАЗО тип 91 и картечниците тип „Люис“. Третия етап е проведен на същото място в периода януари – март 1936 г. според резултатите от разследванията на инцидентът с Четвърти флот и взрива в кулата на крайцера „Ашигара“: слабите места на корпуса са усилени с 25–мм плочи, подобрена е системата за продувка на стволовете на оръдията на ГК след изстрел. На 1 април „Начи“ се връща в състава на 5-та дивизия заедно с „Миоко“ и „Хагуро“ (под втори номер, две бели марки на предния комин, флагман – „Миоко“). От 4 април 5-та дивизия провежда учения в пролива Терашима, на 13 април се насочва в Жълто море, където в района на Циндао провежда стрелби съвместно със 7-ма дивизия, и на 22-ри се връща в Сасебо. Накрая, от 25 май до 29 юни „Начи“ заедно с „Миоко“ и „Хагуро“ преминава в Сасебо четвъртия етап работи, при който поставят по-мощен двигател на товарната стрела на гротмачтата, а нейните опори са усилени. През август – септември крайцера участва в ежегодните маневри на флота, правейки поход в района на Тайван.
В периода 27 март – 6 април 1937 г. „Начи“ заедно с „Миоко“ и „Хагуро“ има кратък поход в района на Циндао и обратно. След началото на Втората японо–китайска война всички четири крайцера от типа „Миоко“, „Мая“ и 2–ра ескадра разрушители участват в прехвърлянето в Шанхай на 3–та пехотна дивизия на ЯИА в периода 20 – 23 август. Самият „Начи“ при това, на 20 – 21 август, превозва щабовете на 3-та пехотна дивизия и влизащия в нейния състав 6-ти пехотен полк от Ацута до островите Маан. През септември и ноември заедно с „Хагуро“ той прави няколко още няколко похода към бреговете на Северен Китай и след това, на 1 декември, е изваден в резерва.
Втората голяма модернизация крайцера преминава в периода от януари 1939 до март 1940 г. в Сасебо. Тя се състои в поставянето на втора двойка торпедни апарати, четири сдвоени зенитни автомата тип 96 и две сдвоени картечници тип 93 (четирицевните са свалени), катапултът е заменен с нов тип №2 модел 5, булите са заменени с подобрени, приборите за управление на огъня са поставени като на „Ашигара“. Също е оборудван централен пост за свръзка, шифровъчна стая и централизиран пост за управление на наводняването и пресушаване на отсеците.
На 1 май 1940 г. „Начи“ заедно с „Хагуро“ се връща в състава на 5-та дивизия (флагман, една бяла марка на задния комин). В периода 17 февруари – 12 март 1941 г. „Начи“ заедно с „Хагуро“ има поход от Сасэбо към бреговете на Южен Китай и обратно. След докуване на 13 – 20 март, той в периода 29 март – 8 април плава до островите Палау, а на 12 – 26 се връща назад. На 10 април е изменена номерацията на корабите в 5-та дивизия: флагман става завърналия се от модернизация „Миоко“, „Начи“ получава третия номер (три марки на задния комин). През май на крайцера поставят размагнитваща набмотка на корпуса и поста за управление на торпедния огън на фокмачтата – като на преминалия втората модернизация последен „Миоко“. Маркировката от комините е премахната.
Лятото на 1941 „Начи“ провежда занимавайки се с бойна подготовка при японските брегове, в началото на септември преминава докуване в Сасебо. На 23 ноември крайцерът отплава от Куре с пълни запаси боекомплект, гориво и припаси, и спирайки по пътя в Сасебо и Мако, на 6 декември пристига на островите Палау.

### По време на Втората световна война
След началото на войната „Начи“ заедно с „Миоко“ и „Хагуро“ участва в операция „M“ (превземането на южната част на Филипините). На 11 декември той прикрива десанта в Легаспи, на 19 – 20 – при Давао, 24 – на остров Холо. На 4 януари 1942 г. поради повреди при бомбардировка на флагманския кораб на 5-та дивизия „Миоко“ (на стоящия на 500 м от него „Начи“ от осколките на същата бомба на B-17 е разбит прожектор и е ранен командирът на артилерийската БЧ) нейният командващ адмирал Такео Такаги пренася своя флаг на „Начи“.
На 9 януари крайцерът заедно с „Хагуро“ отплава от Давао за участие в операция „H“ (превземането на Сулавеси), в хода ѝ първоначално съпровождайки транспортите, а след това прикрива стоварването на войските на 11-ти при Манадо и Кема, 24-ти при Кендари. На 26-ти е атакуван от американската подводница „Сейлфиш“, която пуска по него четири торпеда Mk 14. Макар нейният командир, капитан 3-ти ранг Воуг, да твърди, че е чува взривове и звук от спирането на винтове, „Начи“ и „Хагуро“ нямат никакви повреди.
На 30 януари крайцерът прикрива десанта на Амбон, а на 9 февруари – в Макасар. Престоявайки от 10 по 17 февруари в залива Старинг, на 20-ти той поддържа превземането на Дили и Купанг на Тимор.
На 27 февруари „Начи“ (флагман на адмирал Такео Такаги) и „Хагуро“ съвместно с 2-ра и 4-та ЕР (леките крайцери „Нака“ и „Джинцу“, 14 разрушителя) участват в сражение в Яванско море с флота на ABDA (2 тежки и 3 леки крайцера, 9 разрушителя). На първия етап от боя, първоначално представляващ артилерийски дуел на много големи дистанции („Начи“ открива огън в 16:16 на далечина от 25,6 км), който продължава около час, крайцерът произвежда 845 изстрела с главния калибър и постига съвместно с „Хагуро“ пет попадения: две в „Де Ройтер“ (Hr. Ms. De Ruyter (1936)), две в „Ексетър“ (HMS Exeter (68) и едно в „Хюстън“ (USS Houston (CA-30)). Сериозни последствия има само едно от тях – в 17:08 203-мм снаряд на „Хагуро“ уцелва котелното отделение на „Ексетър“, снижавайки скоростта му до 11 възела и принуждавайки го да излезе от боя поради липса на захранване за оръдейните кули. В хода на последващата атака на разрушителите на съюзниците двата кораба изстрелват още 302 203-мм снаряда (вероятно, без нито едно попадение) и обръщат на север, прекратявайки огневия контакт. Накрая, в хода на нощната фаза на сражението, в 23:46 едно от осемте пуснати от „Начи“ четиринадесет минути по-рано торпеда тип 93 поразява „Ява“ в района на кърмовите погреби, предизвиквайки тяхната детонация и откъсване на кърмата с дължина около 30 метра, крайцерът след това се задържа на вода 15 минути.
На 1 март 1942 г. „Начи“ участва в довършването на останките от флота на ABDA („Ексетър“ с два разрушителя), известно като второто сражение в Яванско море. Поради големия разход на боеприпаси в предходния бой неговия принос, както и на „Хагуро“, е силно ограничен – 170 изстреляни 203-мм снаряди и 4 торпеда, основната роля изиграват „Миоко“ и „Ашигара“ с разрушителите.
| Състава на въоръжението на крайцера „Начи“ в разничните години | Състава на въоръжението на крайцера „Начи“ в разничните години | Състава на въоръжението на крайцера „Начи“ в разничните години | Състава на въоръжението на крайцера „Начи“ в разничните години | Състава на въоръжението на крайцера „Начи“ в разничните години | Състава на въоръжението на крайцера „Начи“ в разничните години | Състава на въоръжението на крайцера „Начи“ в разничните години | Състава на въоръжението на крайцера „Начи“ в разничните години | Състава на въоръжението на крайцера „Начи“ в разничните години | Състава на въоръжението на крайцера „Начи“ в разничните години |
|                                                                | декември 1928                                                  | април 1929                                                     | декември 1932                                                  | юни 1935                                                       | октомври 1935                                                  | март 1940                                                      | май 1943                                                       | януари 1944                                                    | октомври 1944                                                  |
| -------------------------------------------------------------- | -------------------------------------------------------------- | -------------------------------------------------------------- | -------------------------------------------------------------- | -------------------------------------------------------------- | -------------------------------------------------------------- | -------------------------------------------------------------- | -------------------------------------------------------------- | -------------------------------------------------------------- | -------------------------------------------------------------- |
| Главен калибър                                                 | 5 × 2 – 200-мм/50 тип 3 №1                                     | 5 × 2 – 200-мм/50 тип 3 №1                                     | 5 × 2 – 203,2-мм/50 тип 3 №2                                   | 5 × 2 – 203,2-мм/50 тип 3 №2                                   | 5 × 2 – 203,2-мм/50 тип 3 №2                                   | 5 × 2 – 203,2-мм/50 тип 3 №2                                   | 5 × 2 – 203,2-мм/50 тип 3 №2                                   | 5 × 2 – 203,2-мм/50 тип 3 №2                                   | 5 × 2 – 203,2-мм/50 тип 3 №2                                   |
| Универсална артилерия                                          | 6 × 1 – 120-мм/45 тип 3                                        | 6 × 1 – 120-мм/45 тип 3                                        | 6 × 1 – 120-мм/45 тип 3                                        | 4 × 2 – 127–мм/40 тип 89                                       | 4 × 2 – 127–мм/40 тип 89                                       | 4 × 2 – 127–мм/40 тип 89                                       | 4 × 2 – 127–мм/40 тип 89                                       | 4 × 2 – 127–мм/40 тип 89                                       | 4 × 2 – 127–мм/40 тип 89                                       |
| Малокалибрена зенитна артилерия                                | 2 × 1 7,7-мм Люис                                              | 2 × 1 7,7-мм Люис                                              | 2 × 1 7,7-мм Люис                                              | 2 × 1 7,7-мм Люис                                              | 2 × 4 13,2-мм тип 93, 2 × 1 7,7-мм Люис                        | 4 × 2 – 25-мм/60 тип 96, 2 × 2 13,2-мм тип 93                  | 8 × 2 – 25-мм/60 тип 96, 2 × 2 13,2-мм тип 93                  | 8 × 2, 8 × 1— 25-мм/60 тип 96                                  | 10 × 2, 28 × 1— 25-мм/60 тип 96                                |
| Торпедно въоръжение                                            | 4 × 3 – 610-мм ТА тип 12                                       | 4 × 3 – 610-мм ТА тип 12                                       | 4 × 3 – 610-мм ТА тип 12                                       | 2 × 4 – 610-мм ТА тип 92 модел 1                               | 2 × 4 – 610-мм ТА тип 92 модел 1                               | 4 × 4 – 610-мм ТА тип 92 модел 1                               | 4 × 4 – 610-мм ТА тип 92 модел 1                               | 4 × 4 – 610-мм ТА тип 92 модел 1                               | 2 × 4 – 610-мм ТА тип 92 модел 1                               |
| Катапулти                                                      | –                                                              | 1 × тип №1 модел 1                                             | 1 × тип №1 модел 1                                             | 2 × тип №2 модел 3                                             | 2 × тип №2 модел 3                                             | 2 × тип №2 модел 5                                             | 2 × тип №2 модел 5                                             | 2 × тип №2 модел 5                                             | 2 × тип №2 модел 5                                             |

На 2 – 17 март „Начи“ плава за Сасебо (с престои в Кендари и Макасар), където е изключен от състава на 5-та дивизия, и до 7 април е в ремонт с докуване. При това той е преоборудван във флагмански кораб за действие в северни води, и след поход на 7 – 25 април към бреговете на Хокайдо, на 29-и на него вдига своя флаг командващия Пети флот вицеадмирал Хосогая. На 3 май крайцера преминава в Акеши и отплават оттам на 6-ти, насочвайки се за Курилите. Но на 10 – 12 той, съвместно с „Тама“, буксира по обратния маршрут танкера „Сирия“, който е с повреден рул. На 12 – 15 май „Начи“ преминава в Оминато, където влиза за ремонт.
На 2 юни крайцерът пристига в Парамушир, и след зареждане от танкера „Нисан-Мару“, на 3 юни, излиза в морето за участие в операцията „AL“. До завръщането си в Оминато, на 23-ти, той прикрива стоварването на войски на Ату, патрулирайки океана южно от острова. На 28 юни – 14 юли „Начи“ прави втори поход в този район, а след това, от 24 до 30, докува в Йокосука. От 14 юли той е предаден в състава на 21-ва дивизия крайцери („Тама“ и „Кисо“), оставайки при това флагман на Пети флот. На 2 август „Начи“ отплава от Йокосука и до март 1943 г. курсира по маршрута Парамушир – Оминато. На 30 септември 1942 г. поради лъжливо съобщение за появата на американски кораби той излиза за тяхното прихващане, през февруари преминава ремонт в Сасебо (с поставянето на ветрозащитни козирки).
На 26 март 1943 г. „Начи“ в състава на Северното съединение участва в сражението при Командорските острови. В хода му той изстрелва 707 203-мм снаряда и 16 торпеда Тип 93, нанасяйки повреди на крайцера „Солт Лейк Сити“ (USS Salt Lake City (CA-25)) и разрушителя „Бейли“, получавайки при това от ответния огън пет попадения. Всички те са нанесени от огъня на 127-мм оръдия. Първият снаряд детонира в задната част на компасния мостик, прекъсвайки част от електрическите вриги на системата за управление на огъня, вторият поврежда една от подпорите на фокмачтата, третият – катапулт и един от хидросамолетите. Четвъртият снаряд уцелва кула на ГК №1, заклинвайки я, петия – в сигналната платформа по десния борд. Екипажът на крайцера губи в хода на боя 14 души убити и 27 ранени.
На 3 април „Начи“ пристига в Йокосука и влиза там за ремонт, продължил до 11 май. Освен поправка на повредите, на него са поставени радиолокатор за откриване на въздушни цели №21 и допълнително 4 сдвоени зенитни автомата тип 96, с довеждането на броя техни стволове до 16.
В периода май – юни крайцерът отново курсира от Оминато за Парамушир и обратно. На 10 – 15 юли той заедно с „Мая“ излиза за евакуацията на гарнизона на остров Киска, но са принудени да се върнат поради лошите метеоусловия. На 5 август Северното съединение е разформировано, и Пети флот заедно с „Начи“ започва организационно да влиза във флота на Североизточната зона.
В края на август на крайцера в Оминато, за опитни цели, е поставен универсален радар №21 3-та модификация. На 6 септември при излизане от пристанището „Начи“ е атакуван от американската подводница „Халибат“, която изстрелва по него 4 торпеда, от които уцелва само едно и без да се взривява, нанася само незначителни повреди. В периода септември – ноември крайцерът действа в северните води. От 9 декември до 15 януари 1944 г. той преминава в Сасебо втората си военна модернизация, при която са добавени 8 единични автомата тип 96 (броя стволове след това става 24) и радиолокатор за откриване на надводни цели №22, опитната РЛС №21 3-та модификация е заменена с обикновената 2-ра модификация. В периода февруари – март „Начи“ има плавания в Токуяма и залива Муцу, а от 2 април до 2 август заедно с „Ашигара“ се намира в състава на охранителния район Оминато, с прекъсване за ремонт в Йокосука през двайсетите числа на юни. До октомври крайцерът не напуска пределите на Вътрешното море, през втората половина на септември в Куре преминава трета военна модернизация, с добавяне на зенитни автомати – още 2 сдвоени и 20 единични (вече с общ брой – 48), поставянето на РЛС за ОВЦ №13 и демонтаж на втората двойка торпедни апарати. Също РЛС за ОНЦ №22 4-та модификация се модернизира с поставянето на суперхетеродинен приемник и позволява вече след това да се управлява с нея артилерийския огън, станалите ненужни визьори за следене на целта тип 92 са свалени.
На 14 – 16 октомври 21-ва дивизия („Начи“ и „Ашигара“, командващ – вицеадмирал Кийохиде Шима) преминава на остров Амамиошима. На 23-ти, в рамките на подготовката за операцията „Шо Го“, тя пристига в залива Корон на Филипините и се влива в състава на Второ атакуващо съединение, „Начи“ става негов флагман. Сутринта на 25 октомври в пролива Суригао двата крайцера в хода на скоротечния бой с корабите на Олдендорф пускат по 8 торпеда, без да имат попадения, и се връщат след това в Манила. Тогава „Начи“ таранира повредения „Могами“, получавайки 15-метрова пробойна по левия борд в носа и ограничение по максимална скорост от 20 възела, също е разрушена 127-мм установка №2.
На 27 – 28 октомври заедно с „Ашигара“ той преминава от залива Корон в Манила и е поставен в док на кораборемонтен завод №103 в Кавите. На 29-ти крайцерът е подложен на нападение от палубната авиация на американското оперативно съединение 38.2, получавайки попадение от авиобомба в района на катапулта, 53 члена на екипажа са убити и ранени. На 2 ноември ремонтът е завършен и крайцерът започва подготовка за участие в операцията „TA“ (провеждане на войскови конвои до Ормок на остров Лейте).
|                                             |
| „Начи“, маневриращ по време на нападението. |

|                                        |
| „Начи“ в началото на четвъртата вълна. |

|                                      |
| Потъващата централна част на „Начи“. |

Сутринта на 5 ноември 1944 г. „Начи“ в Манилския залив е атакуван от палубната авиация на американските самолетоносачи „Лексингтън“ (USS Lexington (CV-16)) и „Тикондерога“ (USS Ticonderoga (CV-14)) от оперативно съединение 38.3 на контраадмирал Шерман. В хода на първите две вълни крайцерът не получава никакви повреди и плава в открито море, но около 12:50 той е подложен на трета атака в състава примерно на 60 самолета, получавайки два или три торпедни и пет бомбови попадения, и в резултат на наводняване на котелните отделения по десния борд губи ход. Към 14:00 кренът е изравнен чрез контранаводняване, върви подготовка за пускане на машините или буксировка с помощта на разрушителя „Акебоно“. В 14:45 „Начи“ е подложен на четвърта атака, получавайки в кратък промеждутък време попадания от 5 торпеда, 15 бомби и 16 ракети и е разкъсан на три части, централната потъва в 14:50 в точката с координати 14°31′ с. ш. 120°44′ и. д. / 14.516667° с. ш. 120.733333° и. д. Загиват 807 члена на екипажа, включая и командирът на крайцера капитан 1-ви ранг Каноока и 74 члена на щаба на Пети флот (адмирал Шима към момента боя се намира на брега), около 220 са спасени от разрушителите „Касуми“ и „Ушио“, независимо от активното противодействие на американската авиация.
На 20 януари 1945 г. „Начи“ е изключен от списъците на флота.

### Съдба на останките на кораба
В периода март – април 1945 г. мястото на гибелта на крайцера е посетено от водолазите на американския кораб „Шантеклер“. Те откриват лежащите на дълбочина от 30 метра с крен 45° на десния борд централна и кърмова части на кораба, откъсната по-рано носова част не е намерена. В хода на 296 потапяния на повърхността са извадени няколко антени на радиолокатори, картите на японските укрепления на Лусон, кодовите книги и парични знаци на сума от два милиона йени. След завършване на работите мачтите на крайцера са взривени, за да не пречат на движението по фарватера.
В следвоенното време се разпространяват слухове за наличието на борда на „Начи“ злато. Примерно към 1970–те години останките на крайцера са напълно премахнати от дъното като представляващи навигационна опасност, през 2000 година търсещият ги активно австралийски гмуркач Кевин Денли вече не може да намери нищо от тях. Той открива, че при обикновено указваното им местоположение (западно или югозападно от остров Корехидор) те се намират реално в диаметрално противоположното направление, известно по документите от „Шантеклер“ – почти в центъра на Манилския залив, на главния корабоплавателен път.

## Командири
- 10.9.1928 – 30.11.1929 капитан 1-ви ранг (тайса) Йошиюки Ниияма (на японски: 新山良幸)[50];
- 30.11.1929 – 1.12.1930 капитан 1-ви ранг (тайса) Джиро Ониши (на японски: 大西次郎)[51];
- 1.12.1930 – 1.12.1931 капитан 1-ви ранг (тайса) Нобору Хирата (на японски: 平田昇);
- 1.12.1931 – 1.12.1932 капитан 1-ви ранг (тайса) Хиройоши Табата (на японски: 田畑啓義)[52];
- 1.12.1932 – 15.11.1933 капитан 1-ви ранг (тайса) Йошиносуке Овада (на японски: 大和田芳之介)[53];
- 15.11.1933 – 15.11.1934 капитан 1-ви ранг (тайса) Футина Ивайхара (на японски: 祝原不知名)[54];
- 15.11.1934 – 2.12.1935 капитан 1-ви ранг (тайса) Терухиса Комацу (на японски: 小松輝久)[55];
- 2.12.1935 – 16.11.1936 капитан 1-ви ранг (тайса) Мититаро Тоцука (на японски: 戸塚道太郎)[56];
- 15.11.1936 – 1.12.1937 капитан 1-ви ранг (тайса) Рьоджо Фукуда (на японски: 福田良三)[57];
- 1.12.1937 – 10.10.1939 капитан 1-ви ранг (тайса) Канки Ивагое (на японски: 岩越寒季)[58];
- (изпълняващ длъжността) 10.10.1939 – 15.11.1939 капитан 1 ранга (тайса) Цутому Сато (на японски: 佐藤勉)[59];
- 15.11.1939 – 15.11.1940 капитан 1-ви ранг (тайса) Сукейоши Яцуширо (на японски: 八代祐吉)[60];
- 15.11.1940 – 20.8.1941 капитан 1-ви ранг (тайса) Тамоцу Такама (на японски: 高間完)[61];
- 20.8.1941 – 16.11.1942 капитан 1-ви ранг (тайса)[Коментари 2] Такахико Кийота (на японски: 清田孝彦)[62];
- 16.11.1942 – 10.9.1943 капитан 1-ви ранг (тайса) Акира Соне (на японски: 曽爾章)[63];
- 10.9.1943 – 20.8.1944 капитан 1-ви ранг (тайса) Широ Шибуя (на японски: 渋谷紫郎)[64];
- 20.8.1944 – 5.11.1944 капитан 1-ви ранг (тайса)[Коментари 3] Емпей Каноока (на японски: 鹿岡円平)[65].

## Коментари
1. ↑  При влизането му в строй е класифициран като крайцер 1-ви клас (ито дзюнъйокан, по водоизместимост), от 1931 г. като клас A (ко-кю дзюнъйокан, с 8-дюймов главен калибър, т.е. тежък).
2. ↑  Контраадмирал (шошо) от 1 ноември 1942 г.
3. ↑  Посмъртно произведен в контраадмирал (шошо).